# Camillo Massimi
Pour les personnes ayant le même patronyme, voir Massimi.
Camillo Massimi, parfois appelé Massimo (né le 20 juillet 1620 à Rome, alors capitale des  États pontificaux et mort le 12 septembre 1677 à Rome) est un cardinal italien du XVIIe siècle.

## Biographie
Camillo Massimi étudie à l'université La Sapienza de Rome et est clerc de la chambre apostolique. Il est nommé patriarche titulaire de Jérusalem et nonce apostolique en Espagne en 1654. En 1670 il est nommé préfet des Cibuculi du Saint-Père. 
Le pape Clément X le crée cardinal lors du consistoire du 18 décembre 1670. Massimi est un collectionneur et un grand expert des monnaies grecques et romaines. Il participe au conclave de 1676, lors duquel Innocent XI est élu pape.

## Succession apostolique
Camillo Massimi a ordonné les évêques suivants :
- Évêque Domenico Massimo (en) (1671)
- Évêque Domenico Tafuri, O.SS.T. (1673)
- Évêque Ascanio Paganelli (1673)
- Évêque Bartolomeo Menatti (it) (1673)
- Évêque Mario Emmanuelle Durazzo (1674)
- Évêque Matteo Orlando (it), O.Carm. (1674)
- Évêque Giovanni Gambacorta (en), C.R. (1676)